# گمینا نووه
گمینا نووه (به لهستانی:  Gmina Nowe) یک گمینا در لهستان است که در شهرستان شفیچه واقع شده‌است. گمینا نووه ۱۰۶٫۳۶ کیلومتر مربع مساحت و ۱۰٬۷۴۵ نفر جمعیت دارد.